# Начальная школа Саньчун (станция метро)
«Начальная школа Саньчун» (англ. Sanchong Elementary School; кит. 三重國小) — станция линии Синьчжуан Тайбэйского метрополитена, открытая 3 ноября 2010 года. Располагается между станциями «Средняя школа Саньхэ» и «Дацяотоу». Находится на территории района Саньчун города Новый Тайбэй.

## Техническая характеристика
«Начальная школа Саньчун» — однопролётная станция с островной платформой, находящаяся на глубине 21 метр. Длина платформы — 153 метра, а ширина — 18. На станции установлены платформенные раздвижные двери. На станции есть один выход, оснащённый эскалаторами и лифтом для пожилых людей и инвалидов.